# Gabriel Pardal
Gabriel Pardal (Salvador, 30 de agosto de 1984) é escritor brasileiro, ilustrador e ator. É um artista que desenvolve trabalhos em diferentes plataformas (filmes, vídeos, peças, livros, sites, desenhos...), e é mais conhecido pelos desenhos e textos que criava sob o nome de Canibal Vegetariano e por ter fundado o site ORNITORRINCO. Pardal escreve, ao mesmo tempo, com sagacidade, sensibilidade e acidez. Sua visão de mundo e críticas a sociedade, bem como seu humor e escrita poética, fazem dele um autor plural em sua singularidade.

## Biografia
Gabriel Pardal se formou em Publicidade e Propaganda em 2007 em Salvador - BA. Neste mesmo ano se mudou para o Rio de Janeiro e começou a cursar Interpretação Teatral na CAL - Casa de Artes de Laranjeiras. Três anos depois se formou no curso de teatro e passou a atuar profissionalmente na cena artística teatral da cidade. Durante este tempo Pardal criou a agência NOMEDACOUSA - Brinquedos & Bombas, focado em desenvolver projetos artísticos para a internet. Um desses projetos surgiu em 2011, o ORNITORRINCO,  site de crônicas, artigos, ensaios e textos de não-ficção que contava com um grupo de colunistas e colaboradores que escreviam toda semana. Ele também criou o BALA, um programa que era publicado ainda nos primórdios do YouTube onde entrevistava artistas independentes da cena carioca. Em 2011 ele publica o seu primeiro livro, Carnavália (editora Oitoemeio). Em 2014 volta para Salvador para filmar o longa-metragem Tropykaos, dirigido por Daniel Lisboa. Nesta mesma época, Pardal cria o perfil do Canibal Vegetariano na rede social instagram e começa a postar desenhos, cartuns, ilustrações que têm claramente uma verve poética, reflexiva e bem humorada.  Em 2016 lança o livro homônimo pela editora Rocco, com uma seleção de alguns dos desenhos postados na rede e outros inéditos.  Desde 2007 vem realizando uma série de espetáculos teatrais, performances, vídeos e outros trabalhos como ator e autor.

## Livros

### Carnavália
(editora Oitoemeio, 2011)
Neste livro de estreia Gabriel Pardal atravessa o leitor com reflexões poéticas a respeito da sociedade de consumo, suas características, seus valores, por que e para quê comprar. Com o humor da sua prosa poética ele questiona a busca incansável das pessoas por notoriedade e fama, as celebridades, os salões de beleza lotados, pílulas para emagrecimento, analisando o que hoje nos faz pertencente à sociedade, shopping centers, redes sociais, indústria cultural, e quais testes fazer para ser aceito em seu círculo social. Não há enredo narrativo nem personagem central. São ideias fragmentadas, monólogos, jogos, notas, piadas. Pardal utiliza-se de recursos extraídos de sua experiência no teatro, cinema, internet, capturando momentos de uma vida guiada pelos eventos da mídia, urbana e multifacetada, para revelar uma escrita com habilidade analítica sobre a sociedade de consumo. Seu texto é audacioso e crítico ao mesmo tempo que divertido e pop. Carnavália é um livro escrito essencialmente sobre a polêmica transformação das pessoas em mercadorias, ou seja, em produtos capazes de obter atenção e atrair demanda e fregueses, tornando-se uma mercadoria desejável.

### Ornitorrinco
(editora 7Letras, 2013)
Este livro foi publicado em 2013, especialmente para uma turnê onde os colunistas viajaram para encontrar leitores e colaboradores do site. O livro reúne os melhores textos escritos pelo grupo desde o seu surgimento em 2011 até 2013. Textos de Bruna Beber, Domingos Guimaraens, Emanuel Aragão, Franco Fanti, Gabriel Camões, Gabriel Pardal, Júlio Fisherman, Keli Freitas, Letícia Novaes, Maria Rezende, Ramon Nunes Mello e Vitor Paiva.

### Canibal Vegetariano
(editora Rocco, 2016)
Em Canibal vegetariano, Gabriel Pardal leva para o papel as tiradas, reflexões e provocações que compartilha diariamente com os seguidores de seu perfil no Instagram e em outras redes sociais. São frases curtas ou pequenos diálogos quase sempre desconcertantes, acompanhados de ilustrações ou grafismos despretensiosos que surpreendem o leitor a cada página, com suas doses de espanto, inadequação, humor. Um livro atual, antenado com as pequenas e as grandes questões do dia a dia, e com o qual jovens e adultos vão se identificar.

### A Desobediência do Escritor
(editora Botafogo Livros, 2019)
Desde 2011 Gabriel Pardal vem publicando ensaios, artigos, opiniões, crônicas, textos de não ficção no site ORNITORRINCO. A Desobediência do Escritor é uma seleção do que ele escreveu para o site. São textos que expõem ideias e elaboram reflexões sobre o trabalho artístico, a influência da internet no processo criativo, a interferência das redes sociais no contato com público, o sucesso, o fracasso e as dificuldades de seguir a sua vocação, e busca responder a pergunta "Qual a razão para continuar a escrever e querer ser escritor?" Revelam, assim, o que se passa na cabeça de um jovem artista na busca por criar e apresentar seus trabalhos. Pardal se mostra atento às evoluções da sociedade, ligado na cultura e no comportamento das pessoas, escrevendo com inteligência e bom humor.

### Pessoas Extraordinárias
(editora Botafogo Livros, 2020)
Seu primeiro livro de ficção é composto por dez contos que tratam de personagens artistas (amadores e profissionais) que lidam com os dilemas de quais os limites entre a arte e a vida. Talento, sucesso, fracasso, fama, indústria cultural, são alguns dos assuntos que são questionados. Com a mesma voz bem humorada e reflexiva dos seus cartuns e da sua não-ficção, este livro de estreia discute questões da cultura contemporânea.

### Essas são as coisas que eu digo e que não sei de outra forma dizer
(edição do autor, 2025)
Um jovem se lança em uma viagem de carona ao lado de uma artista que acabou de conhecer. Atravessando incríveis cenários e cidadezinhas do Brasil, a jornada encontra seu destino no Rio de Janeiro, no meio de outros artistas em busca de realização. No saturado universo artístico, onde o reconhecimento é transitório e a autenticidade uma busca, Gabriel Pardal constrói um romance que captura as incertezas de uma geração. Com uma prosa que oscila entre a aventura e o ensaio, ele nos convida a testemunhar o amadurecimento de um protagonista que precisa se perder para talvez, enfim, se encontrar.

## Filmes
- O Homem Que Parou o Tempo (2016) - direção de Hilnando Mendes.
- Tropykaos (2014) - direção de Daniel Lisboa.[9]
- A Despedida (2012) - direção de Rodrigo Alvarado.[10]
- Fácil como a vida (2010) - direção de Pedro Perazzo.

## Peças
- As palavras e as coisas (2016/2017) - texto e direção Pedro Brício.[11]
- Eu, o Romeu e a Julieta (2015) - texto coletivo e direção de Emanuel Aragão.[12]
- Um plano pra dois (2013) - texto de Bernardo Winitskowski e direção de Cristina Moura.
- A Gaivota (2012) - texto de Anton Tchecov e direção de Bruno Siniscalchi.
- Ficções (2012) - texto coletivo e direção de Emanuel Aragão.
- Meu avesso é mais visível que um poste (2011) - texto e direção de Emanuel Aragão.

## Projetos

### ORNITORRINCO
ORNITORRINCO é uma publicação online de textos que aspira enriquecer a cena cultural e social através de opiniões, comentários e notícias sobre o mundo contemporâneo, promovendo reflexões sobre como é viver no mundo de hoje. O ORNITORRINCO está em atividade desde 2011 e não tem nenhuma filiação política, partidária, religiosa, mercadológica ou com qualquer grupo. Todo o material publicado é de responsabilidade de seus autores. O ORNITORRINCO foi fundado no início de 2011 pela agência criativa NOMEDACOUSA - Brinquedos&Bombas. O coletivo formado por poetas, dramaturgos, jornalistas, compositores, músicos, começou a escrever e enviar quinzenalmente um zine por e-mail para uma lista exclusiva de assinantes. As edições eram temáticas e os colunistas tinham liberdade criativa total. O projeto que começou em abril de 2011 dura até hoje em um site onde colunistas fixos e colaboradores publicam suas opiniões a respeito do que lhes cercam.

### Cadernos de Observação
Cadernos de Observação é uma newsletter com anotações que Pardal faz durante seus processos criativos. O resultado são e-mails que misturam assuntos, registros, relatos e impressões sobre leituras diversas, a cultura e o trabalho artístico, na tentativa de estabelecer uma comunicação direta e íntima de ideias. A newsletter também se desdobrou em um podcast homônimo com duas temporadas de 10 episódios cada.

### Ligações Perigosas
Ligações Perigosas é um programa semanal de rádio sobre literatura e variedades, isso quer dizer que o foco principal é a produção de literatura nacional e internacional e parte-se daí para discutir a cultura e a sociedade. Criado por Fernando Ramos e Gabriel Pardal, o programa existe desde o início de 2016 e já realizou 32 episódios e entrevistou 22 autores e/ou profissionais ligados à literatura. O propósito do programa é colaborar com a difusão da literatura no Brasil e abrir um campo de argumentação livre sobre o estado da cultura no país, preocupando-se em falar sobre os lançamentos da semana e as notícias quentes do mercado literário, abrangendo não apenas os escritores conhecidos mas também os menos conhecidos e a produção independente.  O programa é gravado em dois estados. Fernando Ramos (Porto Alegre) liga para Gabriel Pardal (Rio de Janeiro) para conversarem sobre as novidades do meio literário e em cada edição fazem conexões com outro estados para entrevistar autores e artistas.